# 冰窖 (北京故宫)
39°54′59″N 116°23′20″E / 39.91633°N 116.38902°E

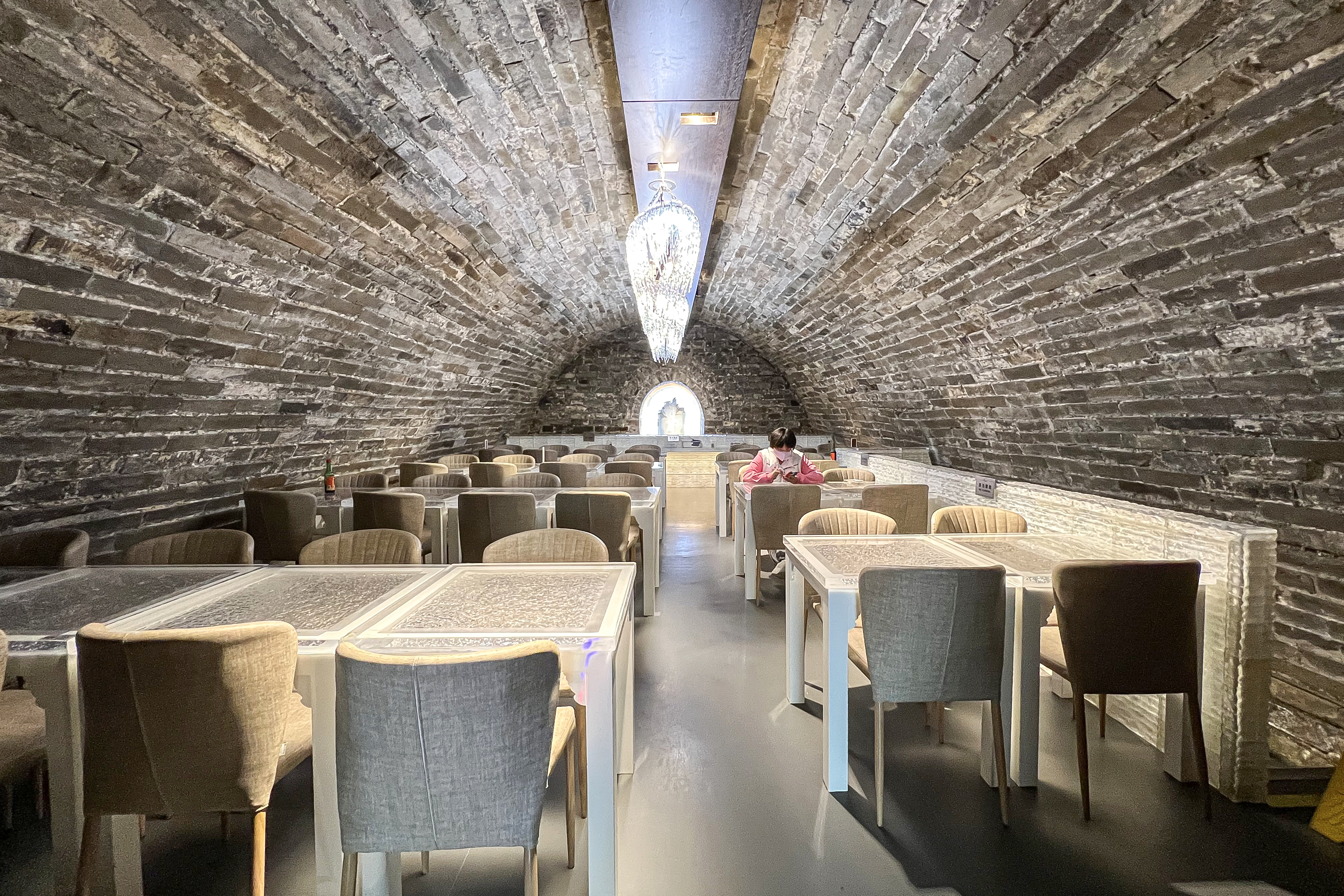
已被改造为餐厅的冰窖内部

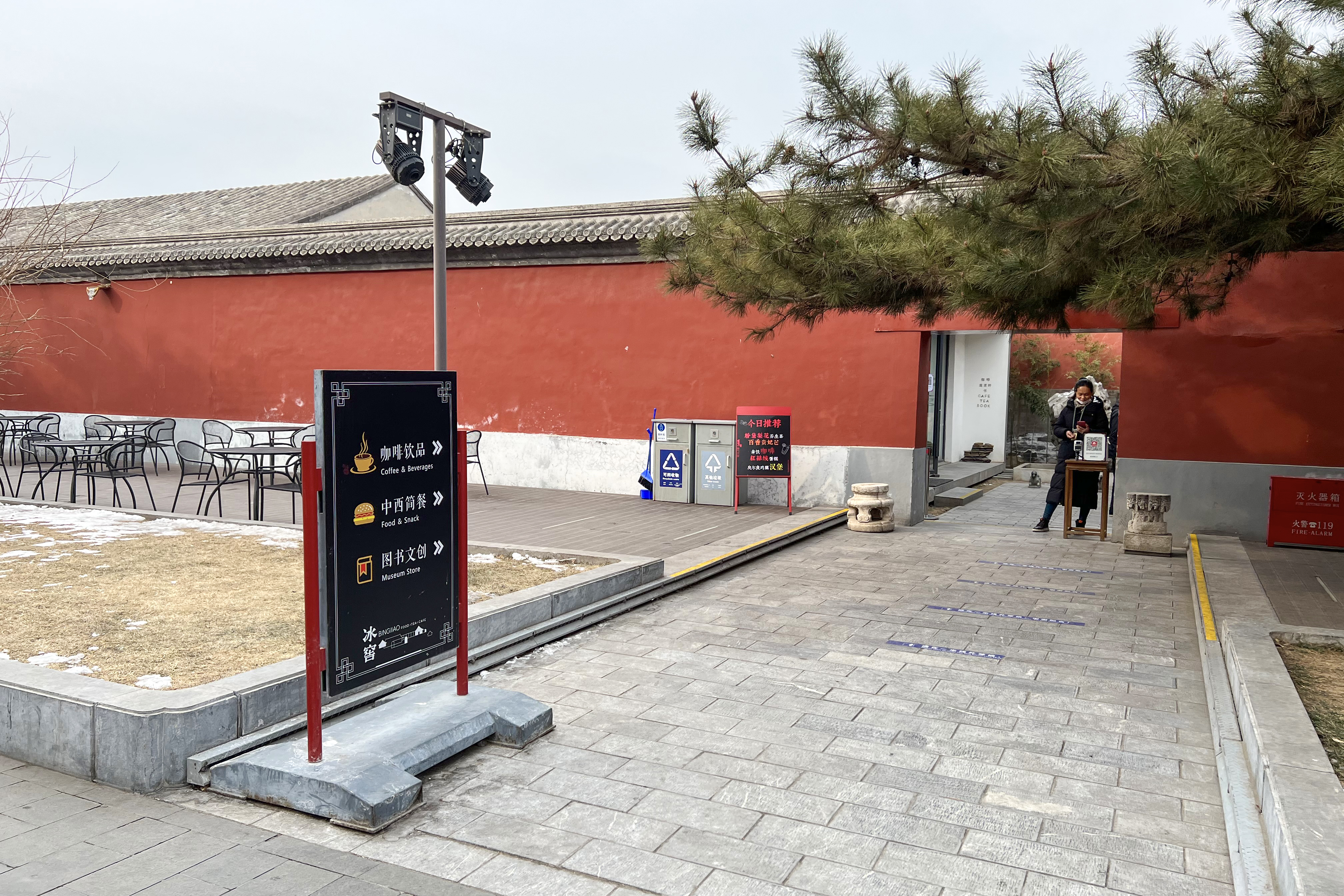
被改造为咖啡厅的冰窖入口

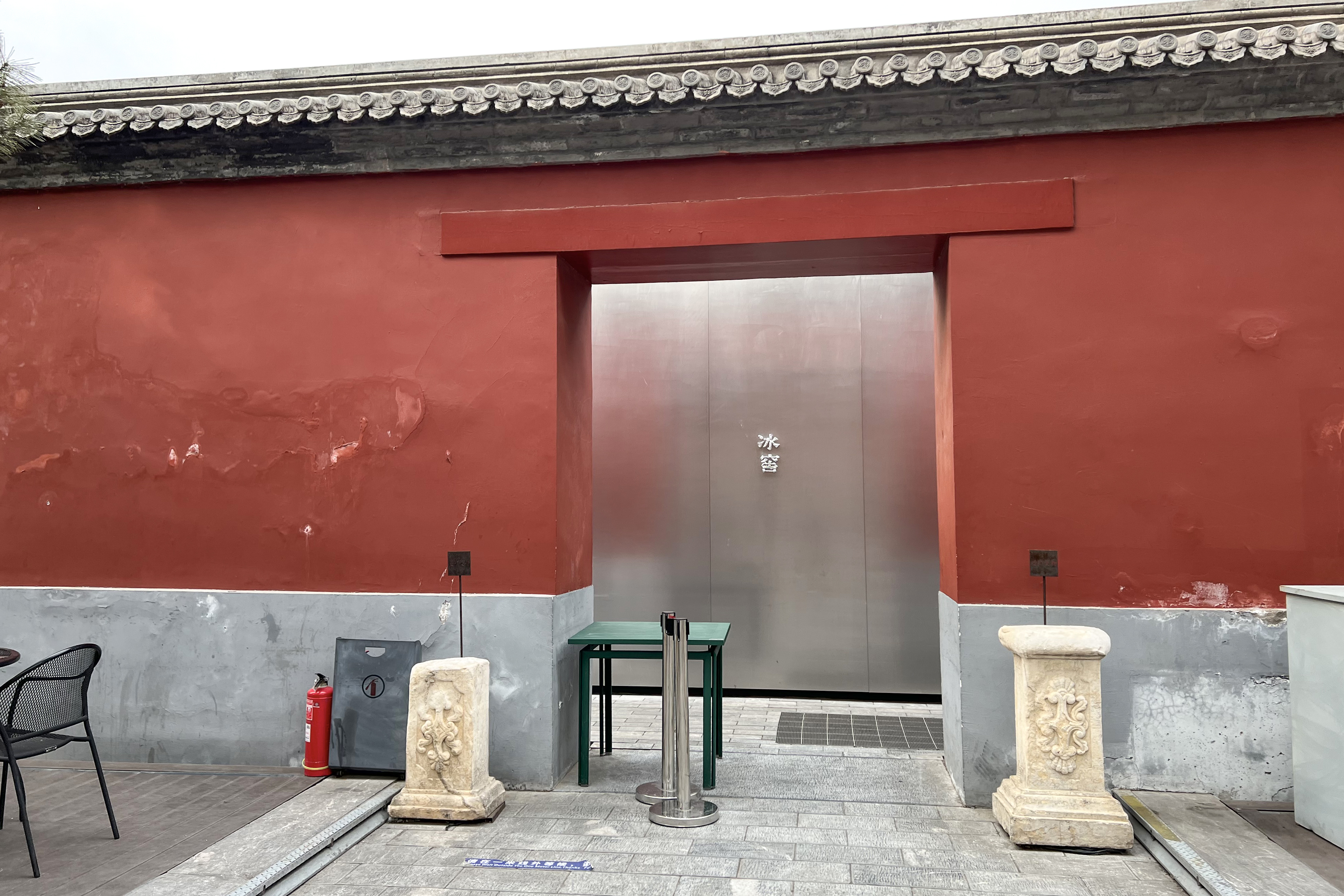
冰窖餐厅入口

冰窖，位于紫禁城西路，共有五座，是清朝贮藏皇室用冰的场所。

## 简介
《养吉斋丛录》载，“紫禁城内旧时冰窖五所，其四所各藏冰五千块，其一所藏九千二百二十六块。”《钦定大清会典》载，“纳冰于紫禁城内冰窖，工部备办。”《钦定总管内务府现行则例》载，“紫禁城内设冰窖五座。初有一窖，系通州冰，后一律用御河冰。”
这些冰窖分布在养心殿造办处以东，自南向北依次分布，形成一个南北长、东西窄的长条形院落。
2013年，故宫博物院院长单霁翔介绍，故宫内的五处冰窖今后将逐步开放，用作“观众服务中心”。2017年初，冰窖餐厅开业。